# World Skate
La World Skate gère au niveau mondial les sports pratiqués sur patin à roulettes.
Créée en 1924, la Fédération internationale de patinage à roulettes regroupe plus de 100 fédérations nationales, incluant des pays de tous les continents. Lors du congrès extraordinaire de septembre 2017 à Nanjing (Chine), la Fédération internationale de roller sports (FIRS) a changé sa dénomination pour s'ouvrir à l’ensemble des pratiques.
La World Skate vise à favoriser le développement des sports de patinage à l'échelle mondiale, le nombre de pratiquants à travers le monde étant estimé à plus de 40 millions. Ses domaines de responsabilité sont l'organisation des compétitions internationales ainsi que le développement, la promotion, l'administration et la régulation des sports de patinage.

## Disciplines
Cet organisme international gère différents sports sur patin à roulettes dont les disciplines qualifiées de traditionnelles que sont le patinage artistique sur roulettes, le roller de vitesse, le rink hockey et le roller in line hockey.

En ce qui concerne le roller inline hockey, la FIRS dispose de la délégation officielle du Comité international olympique pour gérer cette discipline.

Néanmoins, la Fédération internationale de hockey sur glace et certaines de ses organisations nationales lui disputent cette suprématie. Elles organisent plusieurs manifestations concurrentes, dont la plus emblématique est le Championnat du monde de hockey en ligne IIHF.
D'autres disciplines plus récentes sont aussi représentées au sein de la FIRS comme le skateboard, la descente, ou le roller acrobatique et ses diverses spécialités telles que le slalom et le saut, et le roller in line artistique représenté par la World inline figure skating organisation.

## Histoire
En 1924 est créée la Fédération internationale de patinage à roulette, ou FIPR, sous l'impulsion des Suisses Fred Renkewitz et Otto Mayer pour organiser au niveau international les compétitions de rink hockey. Les quatre membres fondateurs de cette fédération sont la Suisse, la Grande-Bretagne, l'Allemagne et la France. La première compétition organisée sous l'égide de la FIPR est le championnat d'Europe masculin de rink hockey en 1926.
Dans les années 1960, la FIPR est renommée en Fédération internationale de roller-skating, ou FIRS. De fait elle représente alors non plus seulement le rink hockey mais tous les sports sur patin à roulettes (roller skating en anglais). Cet élargissement permet à la FIRS d'être reconnue par le Comité international olympique comme instance dirigeante de toutes les disciplines du roller.
L'autorité de la FIRS est également reconnue par d'autres organisations comme l'Association générale des fédérations internationales de sports (AGFIS) dans les années 1970, l'Association internationale des Jeux mondiaux (IWGA) organisateur des Jeux mondiaux et la Pan American Sports Organization (en) (PASO).

## Organisation
La FIRS est dirigée par un organe comprenant un président, l'Italien Sabatino Aracu, et une première vice-présidente, l'Australienne Valerie Leftwich.

Le Comité international de roller inline hockey

La Fédération internationale de roller sports comprend plusieurs comités s'occupant chacun d'un sport en particulier:
- Comité international de course (CIC)
- Comité international de patinage artistique (CIPA)
- Comité international de rink hockey (CIRH)
- Comité international de roller inline hockey (CIRILH)

La FIRS reconnaît les confédérations continentales suivantes :
- Afrique - African confederation of sports of roller skating (ACSRS)
- Europe - Confédération européenne de roller-skating (CERS)
- Asie - World Skate Asia (ancienne Confederation of asia roller sports, CARS)
- Océanie - Oceania confederation of roller sports (OCRS)
- Amériques - Confederación panamericana de roller sports (CPRS)

Chaque confédération continentale comprend et reconnaît à son tour divers organes et associations nationaux.